# Średni Lej

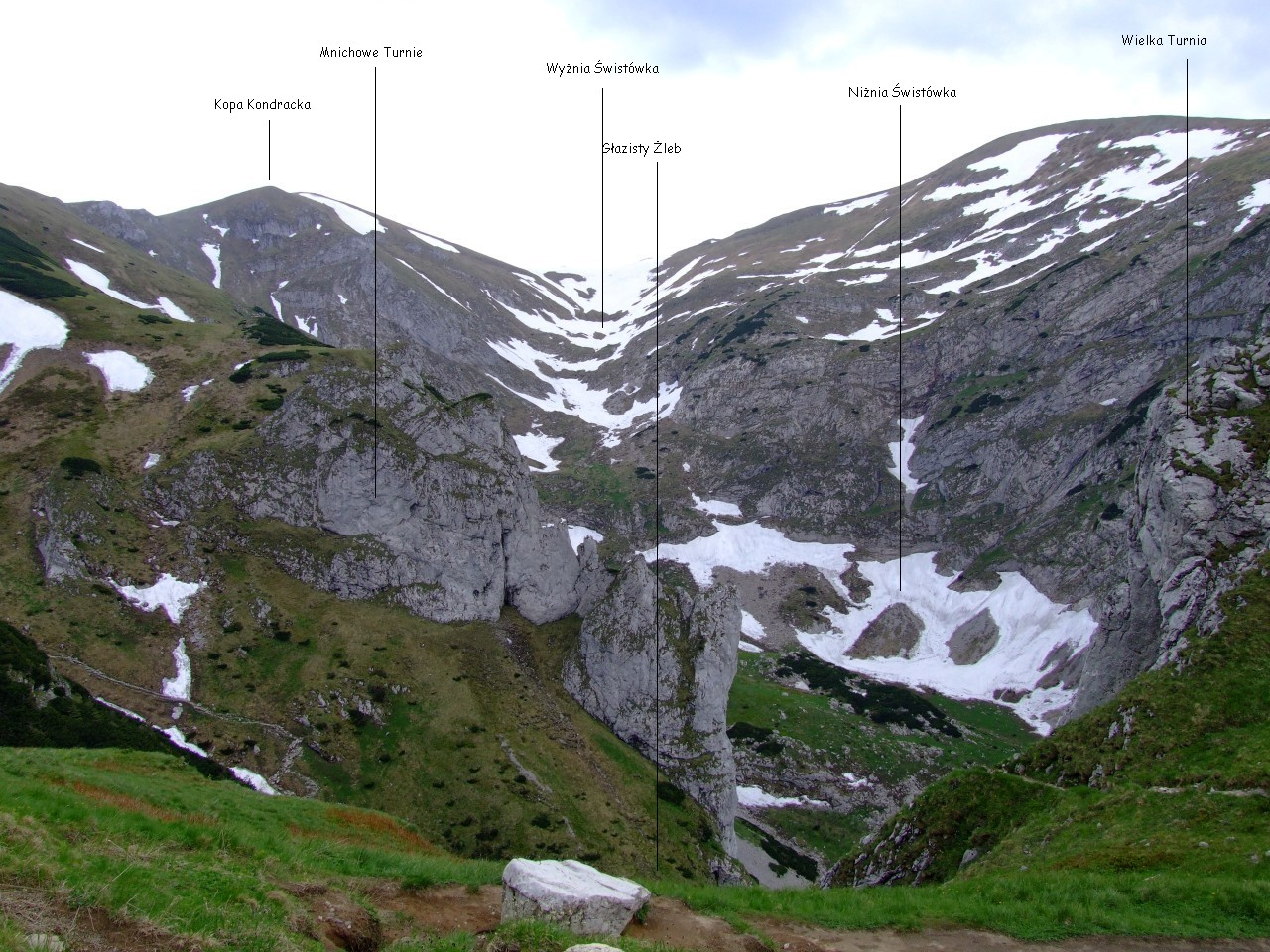
Niżnia Świstówka. Na prawo ściana Kotlin

Średni Lej (Awen Górny, Dziura pod Lejem, Śnieżny Lej, Śnieżna Studnia w Kotlinach) – jaskinia w Dolinie Małej Łąki w Tatrach Zachodnich. Wejście do niej znajduje się w północno-wschodnim zboczu Małołączniaka, nad Kotlinami, w pobliżu Jaskini nad Kotlinami i jaskini Królicza Jama, na wysokości 1880 m n.p.m. Długość jaskini wynosi 30 metrów, a jej deniwelacja 16 metrów.

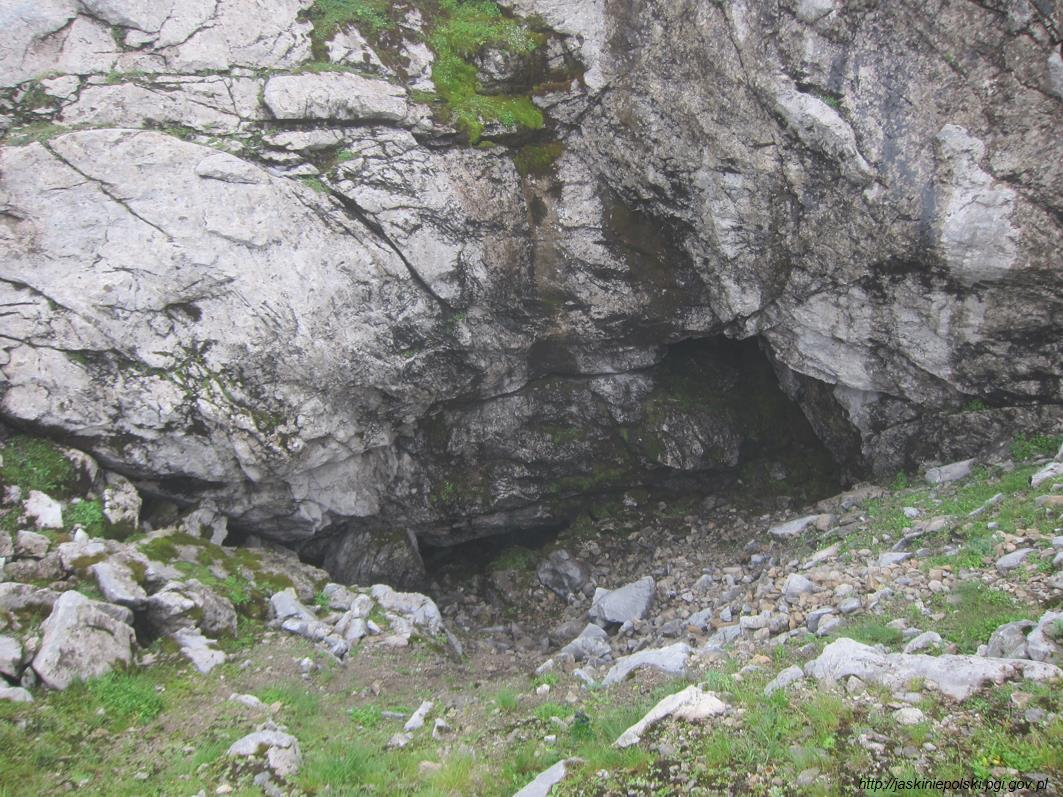
Otwór jaskini

## Opis jaskini
Jaskinią jest duży lej krasowy w kształcie studni o średnicy około 10 metrów.
W ścianie południowo-zachodniej znajduje się otwór prowadzący do krótkiego korytarzyka kończącego się szczeliną. Na dnie jaskini, pod śniegiem, istnieje parę korytarzyków i kominków niezbadanych do końca.

## Przyroda
W rejonie Kotlin znajdują się trzy duże leje krasowe. Oprócz Średniego Leja jest jeszcze Górny Lej i Dolny Lej.
Na dnie jaskini leży gruby płat zlodowaciałego śniegu (ma nieraz 10 metrów grubości).
Rosną w niej rośliny kwiatowe, paprocie, mchy, wątrobowce, glony oraz porosty.

## Historia odkryć
Jaskinia znana była od dawna. Zbadała ją w sierpniu 1959 roku grupa grotołazów zakopiańskich i nazwała Awen Górny.